# Дегтяревское сельское поселение (Тюменская область)
Дегтяревское се́льское поселе́ние — муниципальное образование в Тобольском районе Тюменской области Российской Федерации.
Административный центр — село Дегтярево.

## История
Статус и границы сельского поселения установлены Законом Тюменской области от 5 ноября 2004 года № 263 «Об установлении границ муниципальных образований Тюменской области и наделении их статусом муниципального района, городского округа и сельского поселения».

## Население
| 2010 | 2011 | 2012 | 2013 | 2014 | 2015 | 2016 |
| ---- | ---- | ---- | ---- | ---- | ---- | ---- |
| 752  | ↘750 | ↘724 | ↘708 | ↘704 | ↘688 | ↗689 |
| 2017 | 2018 | 2019 | 2020 | 2021 |      |      |
| ↘685 | ↘668 | ↘664 | ↘645 | ↗799 |      |      |

## Состав сельского поселения
| № | Населённый пункт | Тип населённого пункта       | Население |
| - | ---------------- | ---------------------------- | --------- |
| 1 | Дегтярево        | село, административный центр | 309       |
| 2 | Качипова         | деревня                      | 5         |
| 3 | Мартяшева        | деревня                      | 13        |
| 4 | Тоболтура        | деревня                      | 359       |
| 5 | Ушакова          | деревня                      | 66        |